# Выборы мэра Челябинска (2000)
Выборы мэра Челябинска, в соответствии с решением Законодательного собрания Челябинской области, состоялись 24 декабря 2000 года. На выборах победил действующий мэр Вячеслав Тарасов, набравший 41,83 % голосов избирателей. Вячеславу Тарасову не представляла серьёзной угрозы для его переизбрания ни одна выставленная кандидатура.

## Кандидаты
- Белишко, Андрей Дмитриевич — член Бюро Федерального правления Социалистической партии России[4].
- Видинеева, Минигуль Махмутовна — директор производственного жилищного ремонтно-эксплуатационного объединения Калининского района[5].
- Георгиев, Сергей Георгиевич — исполнительный директор крупнейшего челябинского издательства «Урал ЛТД»[6].
- Горина, Екатерина Викторовна — Председатель комиссии по правам человека в Челябинской области[7].
- Патракова, Любовь Ивановна — руководитель областной организации партии самоуправления трудящихся[8].
- Середонин, Василий Васильевич — председатель правления Челябинской городской молодёжной общественной организации «Атлантик», член молодёжной палаты при городской думе, главный редактор газеты «The Times-Новости города»[9].
- Тарасов, Вячеслав Михайлович — мэр Челябинска.

## Результаты
Предвыборная агитация не была накалённой и горячей. По мнению журналистов, у Вячеслава Тарасова не было сильных конкурентов. Вячеслав Тарасов уверенно победил на выборах:
| Кандидат                      | Итог    |
| ----------------------------- | ------- |
| Тарасов Вячеслав Михайлович   | 41,83 % |
| Горина Екатерина Викторовна   | 15,68 % |
| Белишко Андрей Дмитриевич     | 12,19 % |
| Георгиев Сергей Георгиевич    | 5,88 %  |
| Патракова Любовь Ивановна     | 3,51 %  |
| Видинеева Минигуль Махмутовна | 1,94 %  |
| Середонин Василий Васильевич  | 1,48 %  |
| Против всех кандидатов        | 14,22 % |
| Недействительны               | 2,67 %  |